# Fernand Amand
Fernand Amand, parfois orthographié Aman ou Amant, né le 14 août 1910 à Arzew (Algérie) et mort le 8 octobre 2001 à Draguignan, est un joueur de football français.
Il évolue au poste de milieu de terrain (demi) ou d'attaquant.

## Carrière
Natif et ayant grandi en Algérie au temps de l'Algérie française, Amand y est footballeur au CAL Oran. Au printemps 1931, son frère et lui sont mis à l'essai par le RC Roubaix ,. Ils font forte impression et il est question que les deux s'engagent, mais seul Fernand reste dans le Nord, tandis que son frère repart à Oran. Il est à cette période sélectionné en équipe de France militaire.
Un an plus tard, alors qu'est organisé la première édition du championnat de France, auquel le RC Roubaix ne participe pas, il signe à l'Olympique lillois en même temps que son coéquipier Robert Défossé, futur international français. Amand dispute 13 des 18 matchs de la saison régulière, que les Lillois terminent en tête de leur groupe, mais pas la finale remportée face à l'AS Cannes (4-3).
Pendant l'été 1933, il demande une avance de salaire à son club et retourne à Oran, mais il s'y marie et ne rentre pas. En janvier 1935, après une longue période sans jouer en métropole (il est question en octobre 1934 qu'il signe avec le SM Caen), il demande l'autorisation de reprendre sa carrière au SC Nîmes, qui lui est accordée. L'été suivant, il est transféré au FC Antibes, toujours en première division du championnat, dans le cadre d'un transfert payant de 100 francs. L'été suivant, Antibes le cède au FC Rouen, ambitieux promu, pour... 30 000 francs,. En 1937, il est de retour à Antibes, et en novembre il est le seul de son club sélectionné en équipe de Ligue du Sud-Est.
En 1938-1939, il signe au Stade rennais, en deuxième division, club avec lequel il avait failli signer l'été précédent avant de changer d'avis. Il y fait une saison pleine, avant que les compétitions ne soient interrompues par la Seconde Guerre mondiale. 
En 1940, il est engagé dans l'armée française. En 1942-1943, il rejoue au CAL Oran. Après la guerre, au milieu des années 1950, il est entraîneur d'un club amateur du Vaucluse, l'US Valreas.

## Palmarès
- Champion de France (Olympique lillois) : 1933